# RC Lens
RC Lens este un club de fotbal din Lens, Franța, care evoluează în Ligue 1. Echipa are în palmares un titlu de campioană a Franței, obținut în anul 1998, fiind de alte patru ori vicecampioană în Ligue 1, ultima oară în 2002. Principala rivală a lui Lens este OSC Lille, duelul dintre cele două echipe fiind denumit Derby du Nord.

## Palmares
Ligue 1
- Câștigătoare: 1997-98
- Locul doi: 1955-56, 1956-57, 1976-77, 2001-02, 2022-23

Ligue 2
- Câștigătoare: 1936-37, 1948-49, 1972-73, 2008-09

Coupe de France
- Finalistă: 1948, 1975, 1998

Coupe de la Ligue
- Câștigătoare: 1994, 1999
- Finalistă: 2008

Coupe Drago
- Câștigătoare: 1959, 1960, 1965
- Finalistă: 1957

Coupe Gambardella
- Câștigătoare: 1957, 1958, 1992
- Finalistă: 1979, 1983, 1993, 1995

Cupa UEFA
- Semifinalistă: 2000

Cupa UEFA Intertoto
- Câștigătoare: 2005, 2007